# Mikkeller
Mikkeller is een Deense brouwerijhuurder, gevestigd in Vesterbro, Kopenhagen.

## Geschiedenis
De thuisbrouwers Mikkel Borg Bjergsø en Kristian Klarup Keller experimenteerden eerst 2,5 jaar in hun keuken. In 2005 werd het eerste bier gebrouwen in de Deense microbrouwerij Ørbæk. De firma Mikkeller werd in 2006 opgericht met de bedoeling in Denemarken speciaalbieren op de markt te brengen. De internationale doorbraak kwam nadat hun bier Beer Geek Breakfast, een stout met toevoeging van koffiebonen, in 2006 op het internationaal bierforum Ratebeer goud scoorde. In 2007 verliet Keller de brouwerij zodat enkel Bjergsø de zaak verder zette. Mikkeller exporteert anno 2012 naar circa 40 landen.

## Bieren
De firma beschikt niet over een eigen brouwerij en daarom laat Mikkel de bieren brouwen of brouwt Mikkel zelf in verschillende brouwerijen in Denemarken, Noorwegen, België, Nederland, het Verenigd Koninkrijk en de Verenigde Staten. De meeste bieren (meer dan 230 verschillende) worden of werden gebrouwen in De Proefbrouwerij te Hijfte, België. Mikkeller ontwikkelt jaarlijks een 80-tal bieren, waarvan een aantal gebotteld worden en sommige enkel in kegs worden afgevuld. Veel bieren worden maar eenmalig gebrouwen.